# Lista de participações nas competições europeias de clubes portugueses de futebol
Esta lista contém as participações nas competições europeias de clubes portugueses de futebol. Estão incluídas todas as competições europeias, vigentes ou extintas, em que participaram clubes portugueses.
Até ao momento 27 clubes portugueses participaram nas competições europeias de futebol, dos quais 5 na principal prova, a Liga dos Campeões.

## História
A primeira competição europeia que contou com a participação de clubes portugueses foi a Taça Latina, prova precursora da Taça dos Clubes Campeões Europeus. Criada na época 1948–49 sob a chancela de Jules Rimet, Presidente da FIFA, a Taça Latina reunia os campeões nacionais de Portugal, Espanha, França e Itália e era organizada por um comité que reunia representantes das Federações Nacionais dos quatro países. O Sporting foi o clube português com mais participações, 4 no total.
Em 1954–55 foi criada a Taça dos Clubes Campeões Europeus, depois renomeada como Liga dos Campeões, que reunia os campeões nacionais dos diversos países europeus. O clube português com mais participações no historial da principal competição de clubes da Europa é o Benfica, com 41 participações.[carece de fontes?]
A Taça das Taças, criada em 1960–61 para ser disputada pelos vencedores das Taças nacionais, era ao tempo a 2.ª competição europeia mais importante. O Sporting e o FC Porto, com 8 participações cada um, foram os clubes portugueses que mais disputaram a prova.[carece de fontes?]
A Taça das Cidades com Feiras, criada em 1955, destinava-se aos clubes melhor classificados nos campeonatos nacionais que não se tivessem qualificado para a Taça dos Clubes Campeões Europeus ou a Taça das Taças. Com 6 participações, o FC Porto foi o clube com mais participações nesta competição. Criada em 1971–72 a Taça UEFA, sucessora da Taça das Cidades com Feiras, e depois renomeada em 2009 como Liga Europa, começou por ser a 3.ª competição da hierarquia europeia, passando a 2.ª prova aquando da extinção da Taça das Taças em 1999. Com 35 participações o Sporting é o clube em Portugal com mais participações na Liga Europa.[carece de fontes?]
A Taça Intertoto foi uma competição originariamente criada em 1961. Entre 1967 e 1994 a prova foi disputada por grupos, sem entrega de troféu. Em 1995 a UEFA assumiu a organização da prova, passando a Taça Intertoto a dar acesso à Taça UEFA. O clube português que mais participou nesta prova foi a União de Leiria, com 5 presenças.
A Liga Conferência, recém criada na época 2021–22, é presentemente a 3.ª competição europeia de clubes. Até ao momento, apenas o Vitória de Guimarães se qualificou para a fase de liga desta prova.
Neste artigo os dados referentes às competições principais da Liga dos Campeões, Liga Europa e Liga Conferência não incluem as participações dos clubes eliminados na fase de qualificação. Do mesmo modo, e para evitar duplicação de dados, as participações na fase de qualificação destas três competições apenas são contabilizadas quando os clubes não se qualificam para a competição principal. No caso de eliminação de uma prova europeia e transferência para outra competição na mesma época são contabilizadas de forma autónoma as participações em ambas as provas.

## Participações
| Nº  | Clube                 | Competições | Competições | Competições | Competições | Competições | Competições | Qualificação | Qualificação | Qualificação | Qualificação | Total | Melhor Resultado      | R                   |   |   |    |                     |                     |
| --- | --------------------- | ----------- | ----------- | ----------- | ----------- | ----------- | ----------- | ------------ | ------------ | ------------ | ------------ | ----- | --------------------- | ------------------- | - | - | -- | ------------------- | ------------------- |
| Nº  | Clube                 | 1º          | SL Benfica  | 41          | 23          | –           | 7           | 3            | 1            | 3            | –            | Total | Melhor Resultado      | R                   | – | – | 78 | V Liga dos Campeões | [carece de fontes?] |
| 2º  | FC Porto              | 36          | 17          | –           | 8           | –           | 6           | 2            | –            | –            | –            | 69    | V Liga dos Campeões   | [carece de fontes?] |   |   |    |                     |                     |
| 3º  | Sporting CP           | 20          | 35          | –           | 8           | 4           | 4           | 4            | 1            | –            | 1            | 77    | V Taça das Taças      | [carece de fontes?] |   |   |    |                     |                     |
| 4º  | SC Braga              | 3           | 19          | 1           | 2           | –           | –           | –            | 3            | –            | 1            | 29    | F Liga Europa         | [carece de fontes?] |   |   |    |                     |                     |
| 5º  | Boavista FC           | 2           | 12          | –           | 5           | –           | –           | 1            | –            | –            | –            | 20    | 1/2 Liga Europa       | [carece de fontes?] |   |   |    |                     |                     |
| 6º  | Vitória SC            | –           | 14          | 1           | 1           | –           | 2           | 1            | 2            | 2            | 2            | 25    | 1/4 Liga Europa       | [carece de fontes?] |   |   |    |                     |                     |
| 7º  | Vitória FC            | –           | 8           | –           | 3           | –           | 4           | –            | –            | –            | 1            | 16    | 1/4 Liga Europa       | [carece de fontes?] |   |   |    |                     |                     |
| 8º  | CS Marítimo           | –           | 7           | –           | –           | –           | –           | –            | 2            | –            | –            | 9     | FG Liga Europa        | [carece de fontes?] |   |   |    |                     |                     |
| 9º  | CF Os Belenenses      | –           | 6           | –           | 1           | 1           | 4           | –            | –            | –            | 3            | 15    | FG Liga Europa        | [carece de fontes?] |   |   |    |                     |                     |
| 10º | CD Nacional           | –           | 3           | –           | –           | –           | –           | –            | 2            | –            | –            | 5     | FG Liga Europa        | [carece de fontes?] |   |   |    |                     |                     |
| 11º | Académica de Coimbra  | –           | 2           | –           | 1           | –           | 1           | –            | –            | –            | –            | 4     | 1/4 Taça das Taças    | [carece de fontes?] |   |   |    |                     |                     |
| 12º | FC Paços de Ferreira  | –           | 2           | –           | –           | –           | –           | 1            | 1            | 1            | –            | 5     | FG Liga Europa        | [carece de fontes?] |   |   |    |                     |                     |
| 13º | UD Leiria             | –           | 2           | –           | –           | –           | –           | –            | –            | –            | 5            | 7     | 1E Liga Europa        | [carece de fontes?] |   |   |    |                     |                     |
| 14º | GD Estoril Praia      | –           | 2           | –           | –           | –           | –           | –            | –            | –            | –            | 3     | FG Liga Europa        | [carece de fontes?] |   |   |    |                     |                     |
| 15º | Leixões SC            | –           | 1           | –           | 1           | –           | 2           | –            | –            | –            | –            | 4     | 1/4 Taça das Taças    | [carece de fontes?] |   |   |    |                     |                     |
| 16º | CUF Barreiro          | –           | 1           | –           | –           | –           | 2           | –            | –            | –            | 2            | 5     | 2E Liga Europa        | [carece de fontes?] |   |   |    |                     |                     |
| 17º | Rio Ave FC            | –           | 1           | –           | –           | –           | –           | –            | 3            | –            | –            | 4     | FG Liga Europa        | [carece de fontes?] |   |   |    |                     |                     |
| 18º | SC Beira-Mar          | –           | 1           | –           | –           | –           | –           | –            | –            | –            | –            | 1     | 1E Liga Europa        | [carece de fontes?] |   |   |    |                     |                     |
| –   | SC Salgueiros         | –           | 1           | –           | –           | –           | –           | –            | –            | –            | –            | 1     | 1E Liga Europa        | [carece de fontes?] |   |   |    |                     |                     |
| –   | Portimonense SC       | –           | 1           | –           | –           | –           | –           | –            | –            | –            | –            | 1     | 1E Liga Europa        | [carece de fontes?] |   |   |    |                     |                     |
| –   | GD Chaves             | –           | 1           | –           | –           | –           | –           | –            | –            | –            | –            | 1     | 2E Liga Europa        | [carece de fontes?] |   |   |    |                     |                     |
| –   | SC Farense            | –           | 1           | –           | –           | –           | –           | –            | –            | –            | –            | 1     | 1E Liga Europa        | [carece de fontes?] |   |   |    |                     |                     |
| 23º | CF Estrela da Amadora | –           | –           | –           | 1           | –           | –           | –            | –            | –            | 1            | 2     | 2E Taça das Taças     | [carece de fontes?] |   |   |    |                     |                     |
| 24º | FC Barreirense        | –           | –           | –           | –           | –           | 1           | –            | –            | –            | –            | 1     | 1E Taça C. Feiras     | [carece de fontes?] |   |   |    |                     |                     |
| 25º | FC Arouca             | –           | –           | –           | –           | –           | –           | –            | 1            | 1            | –            | 2     | Poff Liga Europa      | [carece de fontes?] |   |   |    |                     |                     |
| 26º | CD Santa Clara        | –           | –           | –           | –           | –           | –           | –            | –            | 1            | 1            | 2     | Poff Liga Conferência | [carece de fontes?] |   |   |    |                     |                     |
| 27º | Gil Vicente FC        | –           | –           | –           | –           | –           | –           | –            | –            | 1            | –            | 1     | Poff Liga Conferência | [carece de fontes?] |   |   |    |                     |                     |

## Histórico na Liga dos Campeões

### SL Benfica
| 57/58 | 60/61 | 61/62 | 62/63 | 63/64 | 64/65 | 65/66 | 67/68 | 68/69 | 69/70 | 71/72 | 72/73 | 73/74 | 75/76 | 76/77 | 77/78 | 81/82 | 83/84 | 84/85 | 87/88 |
| ----- | ----- | ----- | ----- | ----- | ----- | ----- | ----- | ----- | ----- | ----- | ----- | ----- | ----- | ----- | ----- | ----- | ----- | ----- | ----- |
| 1E    | V     | V     | F     | 2E    | F     | 1/4   | F     | 1/4   | 2E    | 1/2   | 2E    | 2E    | 1/4   | 1E    | 1/4   | 2E    | 1/4   | 2E    | F     |
| 89/90 | 91/92 | 94/95 | 98/99 | 05/06 | 06/07 | 07/08 | 10/11 | 11/12 | 12/13 | 13/14 | 14/15 | 15/16 | 16/17 | 17/18 | 18/19 | 19/20 | 21/22 | 22/23 | 23/24 |
| F     | 1/4   | 1/4   | FG    | 1/4   | FG    | FG    | FG    | 1/4   | FG    | FG    | FG    | 1/4   | 1/8   | FG    | FG    | FG    | 1/4   | 1/4   | FG    |
| 24/25 |       |       |       |       |       |       |       |       |       |       |       |       |       |       |       |       |       |       |       |
| 1/8   |       |       |       |       |       |       |       |       |       |       |       |       |       |       |       |       |       |       |       |

| Fase | Fase                   | Nº |
| ---- | ---------------------- | -- |
|      | Campeão                | 2  |
|      | Final                  | 7  |
|      | Meias-Finais           | 8  |
|      | Quartos-de-Final       | 19 |
|      | Total de Participações | 41 |

### FC Porto
| 56/57 | 59/60 | 78/79 | 79/80 | 85/86 | 86/87 | 87/88 | 88/89 | 90/91 | 92/93 | 93/94 | 95/96 | 96/97 | 97/98 | 98/99 | 99/00 | 01/02 | 03/04 | 04/05 | 05/06 |
| ----- | ----- | ----- | ----- | ----- | ----- | ----- | ----- | ----- | ----- | ----- | ----- | ----- | ----- | ----- | ----- | ----- | ----- | ----- | ----- |
| 1PE   | 1PE   | 1E    | 2E    | 2E    | V     | 2E    | 2E    | 1/4   | 1/4   | 1/2   | FG    | 1/4   | FG    | FG    | 1/4   | 1/8   | V     | 1/8   | FG    |
| 06/07 | 07/08 | 08/09 | 09/10 | 11/12 | 12/13 | 13/14 | 14/15 | 15/16 | 16/17 | 17/18 | 18/19 | 20/21 | 21/22 | 22/23 | 23/24 |       |       |       |       |
| 1/8   | 1/8   | 1/4   | 1/8   | FG    | 1/8   | FG    | 1/4   | FG    | 1/8   | 1/8   | 1/4   | 1/4   | FG    | 1/8   | 1/8   |       |       |       |       |

| Fase | Fase                   | Nº |
| ---- | ---------------------- | -- |
|      | Campeão                | 2  |
|      | Final                  | 2  |
|      | Meias-Finais           | 3  |
|      | Quartos-de-Final       | 11 |
|      | Total de Participações | 36 |

### Sporting CP
| 55/56 | 58/59 | 61/62 | 62/63 | 66/67 | 70/71 | 74/75 | 80/81 | 82/83 | 97/98 | 00/01 | 06/07 | 07/08 | 08/09 | 14/15 | 16/17 | 17/18 | 21/22 | 22/23 | 24/25 |
| ----- | ----- | ----- | ----- | ----- | ----- | ----- | ----- | ----- | ----- | ----- | ----- | ----- | ----- | ----- | ----- | ----- | ----- | ----- | ----- |
| 1E    | 1E    | 2PE   | 2E    | 1E    | 2E    | 1E    | 1E    | 1/4   | FG    | FG    | FG    | FG    | 1/8   | FG    | FG    | FG    | 1/8   | FG    | POff  |

| Fase | Fase                   | Nº |
| ---- | ---------------------- | -- |
|      | Quartos-de-Final       | 1  |
|      | Total de Participações | 20 |

### SC Braga
| 10/11 | 12/13 | 23/24 |
| ----- | ----- | ----- |
| FG    | FG    | FG    |

| Fase | Fase                   | Nº |
| ---- | ---------------------- | -- |
|      | Total de Participações | 3  |

### Boavista FC
| 99/00 | 01/02 |
| ----- | ----- |
| FG    | 1/8   |

| Fase | Fase                   | Nº |
| ---- | ---------------------- | -- |
|      | Total de Participações | 2  |